# Petrovsk-Zabaykalsky (huyện)
Huyện Petrovsk-Zabaykalsky (tiếng Nga: ? райо́н) là một huyện hành chính tự quản (raion), của Vùng Zabaykalsky, Nga. Huyện có diện tích 9066 km², dân số thời điểm ngày 1 tháng 1 năm 2000 là 23600 người. Trung tâm của huyện đóng ở Petrovsk-Zabaykal'sky.